# 首都图书馆
39°52′09″N 116°27′49″E / 39.869038°N 116.463608°E
首都图书馆是北京的一座公共图书馆，也是北京市公共图书馆系统中的中心图书馆。
首都图书馆新馆位于北京市朝阳区东南三环华威桥东侧，于2001年5月开馆。2012年3月，藏书达到600万册，尤以古籍善本、地方文献、近代书报最富特色。图书馆365天开放，日常的开放时间为早9点至晚19:30。图书馆提供了丰富的讲座等读者活动，以及面向儿童的资源和服务。

## 历史

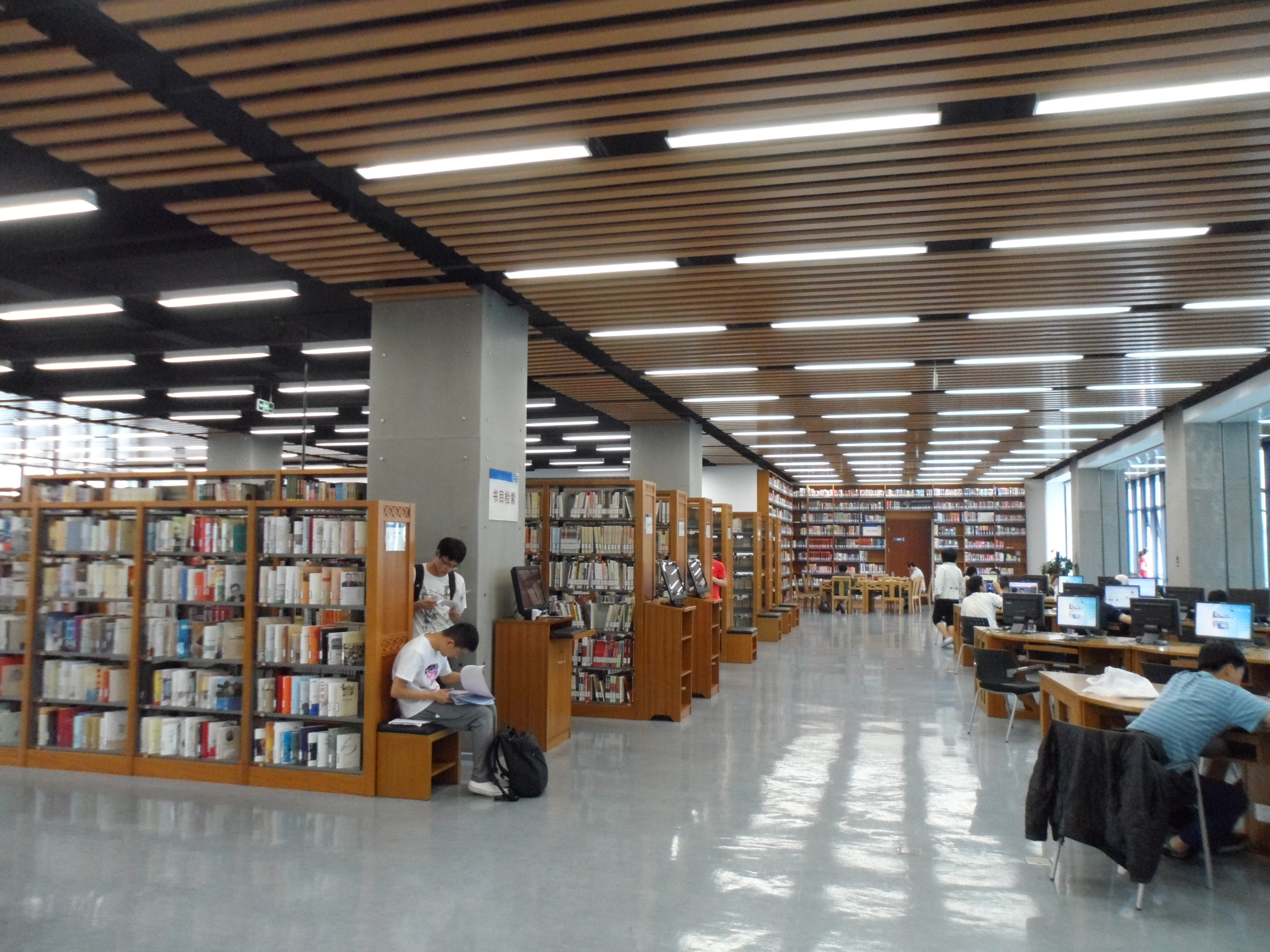
首都图书馆内部

- 首都图书馆前身是京师图书分馆、京师通俗图书馆、中央公园图书阅览所，三者分别建于1913年6月、1913年10月、1917年8月。
- 北伐革命后，原三个图书馆几经更名、迁址、合并，改为北京市市立第一图书馆。
- 1953年，更名北京市图书馆，迁址至西华门大街35号
- 1956年10月，市图书馆迁入元、明、清三代最高学府国子监，并正式定名首都图书馆。
- 2001年，首都图书馆新馆正式启用。
- 2012年3月，首都图书馆与中国国家图书馆以及北京的其他"党校系统图书馆、科研院所图书馆、高等院校图书馆以及医院、部队、中小学图书馆……共110余家图书馆"一道成立了首都图书馆联盟，这些图书馆在未来将合作提供读者认证、资源借阅、以及读者活动等服务。[2]
- 2012年，首都图书馆二期新馆已于2012年9月28日正式对外开放。[3]
- 2023年12月27日，位于通州的分馆北京城市图书馆开馆[4]。

## 图书馆服务

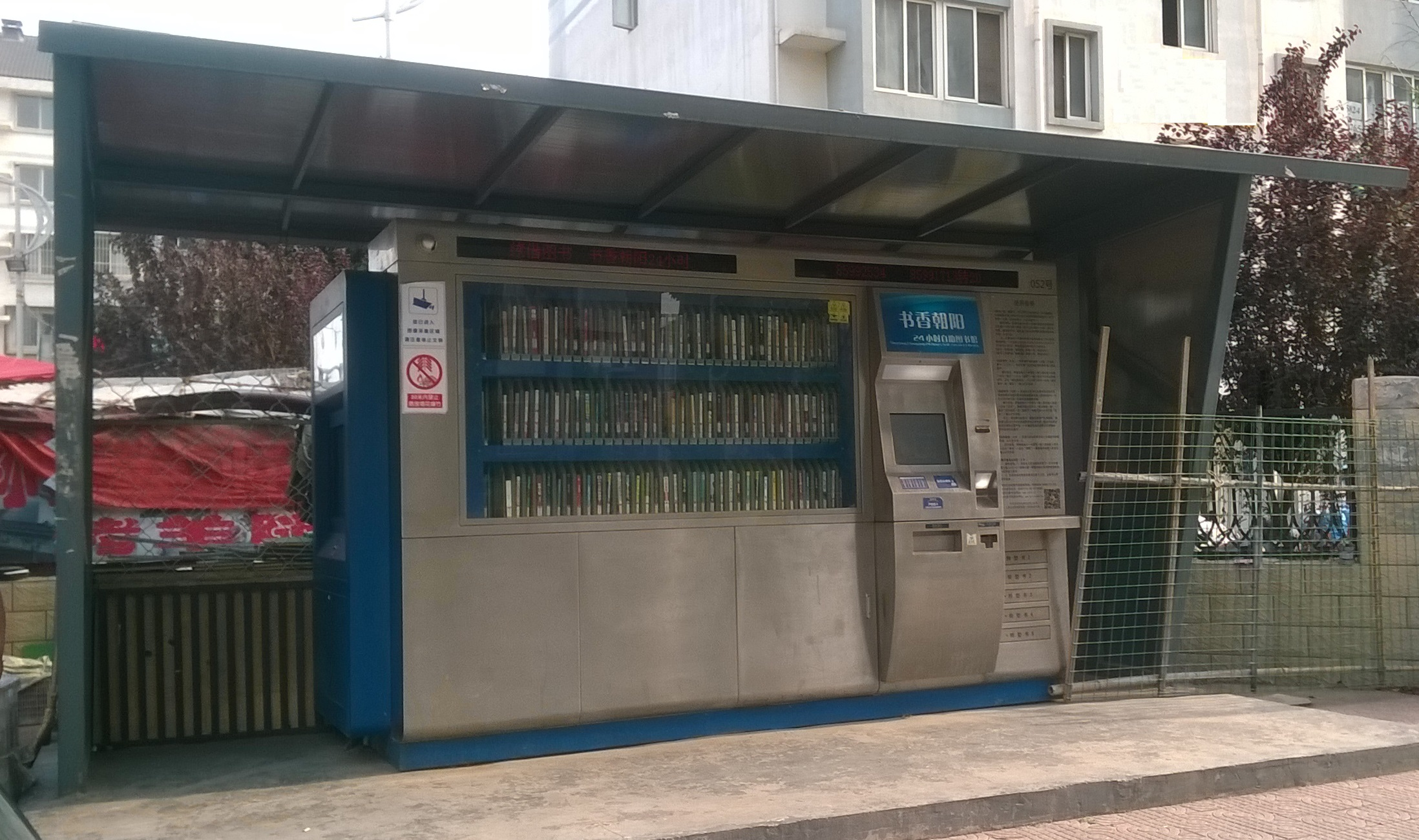
24小时自助借书机

- 24小时自助借书机：2011年开始在北京各公共图书馆推广，目前已经在朝阳区设立了12台。[5]
- 北京地方文献项目“北京记忆”[6]：2003年建立，北京地方历史的数字化项目。
- 首都图书馆的新浪微博帐号[7]：提供图书馆的大事通告，以及活动的通知。
- 首都图书馆的街旁网页面[8]：首都图书馆与街旁网合作，在首都图书馆签到，可以获得专属的徽章。